# İsmet İnönü
Mustafa İsmet İnönü (phát âm tiếng Thổ Nhĩ Kỳ: [isˈmet ˈinøny]; 24 tháng 9 năm 1884 – 25 tháng 12 năm 1973) là tướng lĩnh  và chính khách người Thổ Nhĩ Kỳ, ông giữ chức Tổng thống Thổ Nhĩ Kỳ thứ 2 từ 11 tháng 11 năm 1938, sau cái chết của Tổng thống Mustafa Kemal Atatürk, đến 22 tháng 5 năm 1950, khi Đảng Cộng hoà Nhân dân của ông bị loại trong cuộc bầu cử thứ hai. Ông còn là Tổng Tham mưu trưởng từ năm 1922 đến năm 1924, và Thủ tướng Thổ Nhĩ Kỳ đầu tiên sau khi tuyên bố thành lập nền cộng hoà, phục vụ 3 nhiệm kỳ: từ năm 1923 đến năm 1924, năm 1925 đến năm 1937, và năm 1961 đến năm 1965. Ông được ban cho chức danh chính thức là "Milli Şef" (Quốc trưởng).